# Marin Bakalov
Marin Kirilov Bakalov (in bulgaro Марин Кирилов Бакалов?; 18 aprile 1962) è un allenatore di calcio ed ex calciatore bulgaro, di ruolo centrocampista.
È il recordman di presenze nel campionato bulgaro (454).

## Palmarès

### Giocatore

#### Competizioni nazionali
- Campionato bulgaro: 1

CSKA Sofia: 1989-1990
- Coppa di Bulgaria: 1

Trakia Plovdiv: 1980-1981
- Supercoppa di Bulgaria: 1

CSKA Sofia: 1989